# Montego Joe
Roger „Montego Joe“ Sanders (* 1943 in Montego Bay, Jamaika; † 28. Juni 2010 in Brooklyn, New York City) war ein jamaikanischer Jazz-Perkussionist und Schlagzeuger.
Sanders kam als Jugendlicher nach New York und spielte im Lauf seiner Karriere u. a. in Art Blakeys Afro-Drum Ensemble (African Beat, Blue Note 1962), ferner mit Ted Curson, Max Roach, Monty Alexander, Phil Upchurch, Dizzy Gillespie, Willis Jackson, Herbie Mann, Harold Vick, Teddy Edwards, George Benson, Jack McDuff, Rufus Harley (Kings/Queens) und Johnny Lytle. Unter eigenem Namen legte er 1964 das Album Arriba! Con Montego Joe für Prestige Records vor, an dem u. a. Chick Corea, Eddie Gomez und Milford Graves mitwirkten, gefolgt von dem Album Wild and Warm. Mitte der 1960er-Jahre betreute er in Harlem eine Gruppe von sozial benachteiligten Jugendlichen, die er in Perkussion unterrichtete; als HAR-YOU (Harlem Youth Unlimited) nahm die Formation das Album Sounds of the Ghetto Youth für ESP-Disk auf. Mit Cornell Dupree entstand noch das Album Voices of East Harlem: Right On Be Free, das auf Elektra Records erschien. Im Bereich des Jazz war er zwischen 1961 und 1966 an fünf Aufnahmesessions beteiligt.